# Grand Theft Auto Online
Grand Theft Auto Online (скорочено GTA Online) — це багатокористувацька онлайн-екшн-пригодницька гра, розроблена Rockstar North та видана Rockstar Games. Вона вийшла 1 жовтня 2013 року для PlayStation 3 та Xbox 360, 18 листопада 2014 року для PlayStation 4 та Xbox One та 14 квітня 2015 року для Microsoft Windows; версії PlayStation 5 та Xbox Series заплановані на кінець 2021 року. Гра є онлайн-компонентом Grand Theft Auto V. Події відбуваються у вигаданому штаті Сан-Андреас (створений на основі Південної Каліфорнії), Grand Theft Auto Online дозволяє до 30 гравцям (версії Grand Theft Auto Online для PlayStation 3 та Xbox 360 раніше дозволяли грати до 16 гравцям одночасно, а потім гра перестала підтримуватись, тоді як версії PlayStation 4, Xbox One та PC дозволяють до 30 одночасно) досліджувати навколишнє середовище відкритого світу та брати участь у спільних або змагальних ігрових матчах.
Дизайн відкритого світу дозволяє гравцям вільно бродити по Сан-Андреасу, який містить відкриту сільську місцевість та вигадане місто Лос-Сантос (засноване на базі Лос-Анджелесу). Гравці контролюють мовчазного головного героя в його подорожі, метою якої є стати видатною фігурою-злочинцем, будуючи власний синдикат, виконуючи дедалі складніші завдання. Випущена як місяці до, так і кілька років після одиночної кампанії, Grand Theft Auto Online містить спільні місії, де кілька гравців виконують завдання для просування розповіді. У грі також представлені численні додаткові місії та події, включаючи більш просунуті пограбування, а також є різні компанії, які гравці можуть придбати за допомогою ігрових грошей для отримання доходу.
Розроблена у тандемі з режимом для одного гравця, Grand Theft Auto Online була задумана як окремий досвід, який можна буде отримати у світі, що постійно змінюється. На момент запуску вона зазнала широкомасштабних технічних проблем, що призвели до неможливості грати в місії та до втрати даних про персонажів. Спочатку вона поляризувала рецензентів, які дорікали за відсутність режисури та присутність повторюваних місій, але хвалили, зокрема, за спрямованість на масштаби та відкритий ігровий процес. Вона отримала різні нагороди у кінці 2013 року, починаючи від найбільшого розчарування і закінчуючи кращою багатокористувацькою грою. Гра отримує часті безкоштовні оновлення, які ще більше розширюють ігрові режими та вміст, що пом'якшило реакцію критиків. Критики особливо добре сприйняли оновлення 2015 року «Грабіж».

## Ігровий процес
До 30 гравців вільно блукають по відтвореному для одного гравця світу і входять у лобі (ігрова кімната), щоб виконувати різні роботи (конкурентний, орієнтований на історію та кооперативний режими). Набір інструментів Content Creator дозволяє гравцям створювати власні параметри для нестандартних завдань, таких як іподроми та точки генерації зброї смерті. Гравці можуть об'єднуватися в організовані команди, які називаються банадми, щоб разом виконувати завдання. Rockstar Games Social Club розширює склад банд, створених в багатокористувацькому режимі Max Payne 3, до Grand Theft Auto Online. Гравці можуть створювати власні банди та брати участь у завданнях до п'яти учасників. Банди виграють багатокористувацькі матчі, щоб заробити бали досвіду та піднятися на онлайн-таблиці лідерів.
У Grand Theft Auto Online гравці створюють нового персонажа, характерного для онлайн-світу, який відображається на екрані Switch Wheel разом із персонажами-одинаками Франкліном, Майклом і Тревором. Персонажі гравців розроблені за допомогою штучного інтелекту. Більший контроль надається одягу та зачіскам персонажа. Головний герой прибуває до Лос-Сантоса на літаку, і його забирає Ламар Девіс, який дарує персонажу пістолет і машину. Годинний гайд знайомить гравця з різними режимами гри, водінням, бою та механікою прогресування гри. Історія не є центральною у багатокористувацькій грі, хоча вона служить приквелом до одиночної історії, де вплетені персонажі офлайн-режиму.
Подібно до звичайного режиму, гравці можуть покращити такі атрибути свого персонажа, як водіння та витривалість. Ексклюзивно для GTA Online є система заробітку досвіду, як правило, шляхом успішного завершення будь-якої діяльності. Накопичування достатньої кількості досвіду розблоковує зброю, одяг, налаштування автомобілів та більш досконалі активності (наприклад, парашутний спорт та авіація). Після розблокування предмети потрібно купувати в ігровій валюті, яку можна заробити або придбати за реальні гроші. Гравці можуть обійти вимоги до рівня активності, приєднавшись до гри з іншими людьми достатнього рангу. Є варіанти, щоб грати самостійно або з друзями, а також варіант «пасивного режиму», який робить гравця непомітним для інших.
Окрім відкритого світу, існує три основних типи активних занять: гонки (на машині, велосипеді, літаку чи човні), Deathmatch (командна або вільна для всіх) та контактні місії на основі цілей (спрощена одиночна гра подібні сюжетні роботи, зазвичай кооперативні). В онлайні використовується фіксована мета і підкреслюється стелс у перестрілках.
Adversary Modes (режим супротивника) додає кілька асиметричних варіацій цих видів діяльності, зокрема «Siege Mentality», де одна команда перебуває в облозі іншої, і «Hasta La Vista», де далекобійники переслідують велосипедистів (що нагадує погоню за вантажівками/мотоциклами в Термінаторі 2: Судний день). «Виживання» протистоїть команді до чотирьох гравців проти десяти хвиль ворогів, подібно до режиму зомбі в Call of Duty: Black Ops.
Оновлення «Heists», випущене 10 березня 2015 року, додає п'ять кооперативних складних багатосекційних місій, кожна місія має кілька робочих точок, що ведуть до фінального злочину, який є високоприбутковою роботою. Гравець, який є лідером грабіжу, повинен розблокувати кожен грабіж, щоб оплатити авансові витрати, отримуючи при цьому найбільший виграш (наприкінці, якщо успішно завершено) та зберігаючи свій прогрес, тоді як інші гравці (члени банди) можуть приєднатися будь-які роботи з налаштування/фіналу без необхідності та отримувати виплату за кожну пройдену місію. Грабіжники, для яких потрібні чотири гравці, (крім першого, який складається з двох гравців) часто призначають певні ролі гравцям, таким як водій, навідник тощо, і/або можуть розділити їх, а гарнітура рекомендується для спілкування з іншими гравцями.
Гра включає інструмент для створення контенту, який дозволяє гравцям проводити автомобільні перегони та смертні матчі. Гравці можуть вибирати місце розташування, пункти старту та відновлення, а також генерації смертельної зброї та транспортних засобів, а також місце, маршрут, тип перегони та кількість гравців у перегонах у повітрі, на суші чи на морі. Творіння повинні бути протестовані на комп'ютері гравців, перш ніж режим стане доступним онлайн. Творіння також можуть бути опубліковані для використання іншими. Rockstar позначає те, що вони вважають найкращим, як «Rockstar Verified».

## Сюжет
Сюжет гри розпочинається 2013 року, за кілька місяців до подій у Grand Theft Auto V. Гравці беруть на себе роль мовчазного головного героя, який переїжджає до Лос-Сантоса в пошуках нових занять. Після прибуття він зустрічається з Ламаром Девісом (Слінк Джонсон), із яким подружились на Lifeinvader. Після вуличної гонки проти гравця Ламар знайомить їх з наркодилером Джеральдом (Дуглас Пауелл Уорд) та корумпованим вірменським продавцем автомобілів Симеоном Єтаріаном (Демосфен Хрисан) для роботи. Коли гравець повільно нарощує свою репутацію, вони привертають увагу таких людей, як Тревор Філіпс (Стівен Огг), хакер Лестер Крест (Джей Клайц) та мексиканський наркобарон Мартін Мадрасо (Альфредо Уерека), які їх також наймають.
Зрештою Лестер пропонує більші можливості для працевлаштування гравцю, потім вербує їх для декількох пограбувань банків; тіньовий урядовий агент, відомий лише як Агент 14 (Райан Фаррелл), який змушує їх викрасти засудженого шпигуна з в'язниці та здійснити набіг на урядову лабораторію; і Тревор, який укладає з їхньою допомогою вигідну наркоугоду. Пізніше Ламар також наймає гравця на кілька робіт, які в основному складаються з саботажу суперницьких банд, щоб підготувати його можливий прихід до влади. Однак це призводить лише до того, що Ламар провалюється з власною бандою, тому він намагається повернути їм довіру, ще раз за допомогою гравця. За цей час гравець повільно створює власну злочинну імперію, починаючи із спочатку невеликої організації, яка згодом розширюється за рахунок придбання офісу та декількох складів, щоб допомогти гравцеві у крадіжці та продажу різних товарів. Через деякий час гравець також створює байк-клуб і починає займатися додатковими незаконними бізнесами.
У 2017 році гравець продовжує розширювати свою імперію, купуючи бункер, звідки вони проводять операцію по стрільбі з Агентом 14 та купує ангар, що допомагає їм провести контрабанду з колишнім соратником Тревора Роном Яковським (Девід Могентале). У грудні Лестер пропонує гравцеві придбати колишній урядовий підземний об'єкт і знайомить із мільярдером Ейвоном Герцем (Шон Макграт), який вербує їх, щоб допомогти запобігти нерозкритій майбутній катастрофічній події. Під час своєї місії до групи приєднується Агентство міжнародних відносин (IAA), включаючи Агента 14, і вони вступають у сутичку з російським спецпідрозділом, яким керує чоловіком на ім'я Богдан (Віто Ругініс). Однак, усунувши більшість з них, Ейвон і Кліффорд (штучний інтелект Ейвона) здають групу, розкриваючи їх справжній задум щодо запуску ядерного армагедону і що вони використовують усіх для отримання доступу до оборонної системи штату. Тепер до групи приєднався Богдан, вони працюють, щоб зірвати змову Ейвона і Кліффорда, і в кінцевому підсумку досягають успіху після того, як гравець здійснив набіги на секретний об'єкт Ейвона і Кліффорда і ліквідував їх обох.
У липні 2018 року гравець відкриває новий нічний клуб у Лос-Сантосі за допомогою колишнього власника нічного клубу у Ліберті-Сіті Гея Тоні Прінса (Девід Кеннер) і починає використовувати його як прикриття для свого незаконного бізнесу. У липні 2019 року гравець стає VIP-членом у нещодавно відкритому Diamond Casino & Resort і починає допомагати персоналу в різних проблемах із якими вони стикаються; насамперед техаському бізнесмену Евері Даггану, який планує вороже поглинання. Зірвавши його діяльність і захистивши казино від кількох атак, гравець врешті-решт вбиває Даггана, дозволяючи його племіннику Торнтону придбати казино після обіцянки не робити ніяких серйозних змін. У грудні гравець і пенсіонер Лестер планують пограбування казино разом з Джорджиною Ченг (Крістіна Лян), сестрою колишнього власника казино Тао (Річард Хсу), яка домагається відплати Торнтону за обман її брата, під час продажу йому казино. Пограбування здійснюється успішно, принижуючи Торнтона, тоді як Лестер вступає у стосунки з Джорджиною.
У 2020 році гравець проходить кілька нових завдань для Джеральда і вступає в короткочасний конфлікт з кангапами (корейські гансгстери) після того, як вони здійснили рейд на їхній особистій яхті, що закінчується тим, що гравець вбиває лідера банди. У грудні син Мартіна Мадрасо, Мігель, найняв гравця, щоб викрасти деякі звинувачуючі його сім'ю файли у Хуана «Ель Рубіо» Стріклера, найвідомішого у світі наркоторговця та головного постачальника родини Мадрасо, який погрожував повідомити про це DEA якщо вони не переглянуть свої ціни. Оскільки Ель Рубіо рідко залишає свій приватний і строго охоронюваний острів Кайо Періко, розташований в офшорах недалеко від Колумбії, гравець позиціонує себе як тур-менеджер музичної групи Keinemusik. Після цього його запросять на одну з вечірок Ель Рубіо, а він прагне отримати інформацію про острів. Згодом за допомогою нещодавно придбаного військового підводного човна та її капітана Павла вони планують пограбування комплексу Ель Рубіо. Пограбування успішне, оскільки гравець тікає як з файлами на Мадрасо, так і різними товарами.

## Розвиток гри
Grand Theft Auto Online запущена 1 жовтня 2013 року, через два тижні після випуску Grand Theft Auto V. Багато гравців повідомляли, що мали труднощі з підключенням до серверів гри та вебсервісом Social Club, а інші також повідомляли, що гра гальмує під час завантаження ранніх місій. 5 жовтня Rockstar випустив технічний патч, намагаючись вирішити проблеми. Система мікротранзакцій, яка дозволяє гравцям купувати ігровий контент, використовуючи реальні гроші, також була призупинена через неполадки. Проблеми не зникали на другий тиждень після запуску, і деякі гравці повідомляли про те, що прогрес персонажа гравця зник. 10 жовтня було випущено ще один технічний патч для боротьби з проблемами, і гравцям, які стикалися з ними, було наказано не відтворювати свої багатокористувацькі аватари. Як компенсацію за технічні проблеми, Rockstar запропонував додати 500 000 доларів США (в ігровій валюті) на рахунки всіх гравців, підключених до онлайн-версії з моменту запуску.
У вересні 2015 року Rockstar оголосив, що версії онлайн-режиму PlayStation 3 та Xbox 360 більше не отримуватимуть жодного нового додаткового контенту через обмеження ємності консолі. Це розкритикував автор Forbes Пол Тассі, який вважав, що Rockstar «відрізає багато потенційних клієнтів», які продовжували грати на старих системах, додавши, що в повторних випусках на PlayStation 4 та Xbox One бракувало додаткового контенту. Автономна версія Grand Theft Auto Online вийде для PlayStation 5 та Xbox Series X наприкінці 2021 року; перші три місяці вона буде безкоштовною для нових покупців.
На початку 2021 року анонімний користувач повідомив, що знайшов спосіб зменшити час завантаження GTA Online до 70 % за допомогою неофіційного патчу. Rockstar підтвердив, що патч покращив час завантаження, і офіційно включив його у гру в оновленнях від березня 2021 року, і подякував користувачеві за відкриття, присудивши йому 10 000 доларів за програмою Bug Bounty.

## Оновлення та додатковий контент

### 2013
Оновлення Beach Bum, випущене 19 листопада 2013 року, додало більше пляжних робочих місць та додаткового контенту персоналізації для гравців.
Оновлення Deathmatch & Race Creators було випущено 11 грудня і дозволило гравцям створювати власні матчі смерті та гонки.
Оновлення Capture було випущено 17 грудня та додало новий командний режим захоплення, позначений режимом «Capture».
24 грудня оновлення Holiday Gifts додало в ігровий світ предмети на різдвяну тематику, знижки на ігрові машини, зброю, квартири, інші предмети та снігопад. Усі функції цього оновлення були видалені 5 січня 2014 року.

### 2014
13 лютого було випущено спеціальне оновлення до Дня закоханих, яке додало до гри вміст, присвячений Бонні та Клайду (тривало до кінця лютого).
Оновлення Business, випущене 4 березня, додало до гри декілька предметів на бізнес-тематику.
11 квітня було випущено оновлення Capture Creator, яке додало можливість гравцям створювати власні завдання Capture за допомогою Content Creator.
Оновлення High Life, випущене 13 травня, додало кілька нових контактних місій, нові транспортні засоби, предмети одягу та зброю. Воно також додало нові квартири, можливість одночасно володіти двома властивостями та статистику гри Mental State, яка контролює поведінку гравців у грі.
Оновлення I'm Not a Hipster було випущено 17 червня і додало елементи налаштування на тему хіпстера, а також транспортні засоби та зброю на ретро-тематику.
Оновлення Independence Day Special було випущено 1 липня на честь святкування Дня Незалежності США та додало транспортні засоби, зброю та елементи налаштування на патріотичну тематику протягом обмеженого часу. Патч додав нові властивості до Grand Theft Auto Online та функцію «On Call Matchmaking», яка дозволяє гравцеві приймати запрошення на роботу та продовжувати гру до заповнення лобі.
Оновлення San Andreas Flight School, випущене 19 серпня, додало нові функції та транспортні засоби, пов'язані з ігровою льотною школою.
Оновлення Last Team Standing було випущено 2 жовтня і додало 10 нових робочих місць, мотоциклів, зброї та підтримку творців для режиму гри Last Last Standing.
18 грудня було випущено оновлення Festive Surprise, в якому було додано дві нові озброєння, чотири транспортних засоби та предмети одягу зі святковою тематикою, які стали недоступними після 5 січня 2015 року. Оновлення також додало можливість придбати третю нерухомість і повернуло снігопад в ігровий світ.

### 2015
Оновлення Heists, яке додало п'ять багатосекційних місій із великими виплатами, які можуть виконувати команди з чотирьох гравців, було довгоочікуваним оновленням Grand Theft Auto Online. Окрім грабіжників, оновлення також представило режими супротивника та кілька нових видів зброї та транспортних засобів. Після численних затримок оновлення Heists було запущено 10 березня 2015 року, зазнавши певних технічних труднощів через збільшення навантаження від великої кількості користувачів.
Ill-Gotten Gains Part 1, випущене 10 червня, додало нові транспортні засоби, предмети одягу та наклейки на зброю. Також були додані деякі функції геймплея, такі як перероблені вебсайти для ігрових автомобілів, додавання камери капота від першої особи у версіях PlayStation 4 та Xbox One, а також можливість прокручувати цілі при використанні ракети, серед інших незначних змін.
Ill-Gotten Gains Part 2, випущене 8 липня, додало транспортні засоби та зброю. Воно також додало радіостанцію The Lab, раніше ексклюзивну для версії гри на Windows, до всіх інших версій. Це також було останнє оновлення як для Xbox 360, так і для PlayStation 3, посилаючись на апаратні обмеження.
Оновлення Freemode Events стартувало 15 вересня і додало нові режими та дії. Воно також додало редактора і режисера режиму Rockstar, раніше ексклюзивного для версії гри для Windows, до версій Xbox One та PlayStation 4.
Lowriders, випущене 10 жовтня, додало нову серію місій від Ламара, нові транспортні засоби, модернізацію транспортних засобів, зброю (включаючи мачете та автомат) та предмети одягу. Воно також представило новий магазин автомобілів, Benny's Original Motor Works, який дозволяє гравцям налаштовувати лоурайдери, включаючи такі модернізації, як налаштування інтер'єру, гідравліка та наклейки.
Halloween Surprise, що вийшло 29 жовтня, представило два нових транспортних засоби на тему Хелловіна, ліхтарик, додаткові маски та прикраси, а також Adversary Modes на тему слешера; додатковий контент, представлений у цьому оновленні, був лише тимчасовим і був вилучений 16 листопада.
Оновлення Executives and Other Criminals, випущене 15 грудня, додало нові персоналізовані апартаменти в пентхаусі, нові транспортні засоби та новий ігровий режим під назвою Extraction, а також можливість створювати організації гравців з ексклюзивними місіями.
Оновлення Festive Surprise повернулося 21 грудня зі снігопадом, як новими, так і старими святковими тематичними одягами та масками, а також новим автомобілем. Воно також додало новий Adversary Mode, який був випущений 23 грудня.

### 2016
Оновлення, випущене 28 січня 2016 року, додало новий Adversary Mode під назвою Drop Zone і два нових спортивних автомобілі.
Оновлення Be My Valentine стартувало 10 лютого і, на додаток до вмісту, представленого в попередньому оновленні, присвяченому Дню святого Валентина, додало нові наряди, машини та Adversary Mode для пари.
Оновлення Lowriders: Custom Classics, випущене 15 березня, додало три машини, доступні для кастомізації, а також нову зброю, одяг та Adversary Mode під назвою Sumo.
Подальше Adventures in Finance and Felony було випущене 7 червня, а також додані виконавчі офіси та склади вантажів, доступні для придбання всім гравцям, які є частиною організації, а також кілька нових місій, завдань, транспортних засобів, предметів одягу, зброю та Adversary Mode, який називається Trading Places.
Оновлення Cunning Stunts, випущене 12 липня, додало 13 нових автомобілів і 16 гонок.
В оновленні Bikers, випущеному 4 жовтня, були представлені байк-клуби, які функціонують подібно до організацій, і постачаються з придбаними клубними будинками та підприємствами, такими як фабрики фальшивих готівкових грошей та ферми бур'янів, а також додані місії, пов'язані з клубами, надані Мальком, персонажем, який уперше був представлений у Grand Theft Auto: The Lost and Damned. Оновлення також додало нові велосипеди, зброю на байкерську тематику, татуювання та предмети одягу, а також новий Adversary Mode.
Випущене 8 листопада, оновлення Deadline додало новий Adversary Mode, порівняний критиками з легкими гонками циклу з франшизи Діснею про фільм «Трон», зокрема тих, що спостерігалися у фільмі «Трон: Спадок» 2010 року.
13 грудня було випущено оновлення Import/Export та Festive Surprise 2016. Перше розширило оновлення Finance and Felony, представило склади транспортних засобів та спеціальні місії, доступні для всіх гравців, які входять до складу організацій. Останнє додало до гри більше контенту на різдвяну тематику.

### 2017
Cunning Stunts: Special Vehicle Circuit, випущене 14 березня 2017 року, представило спеціальні гоночні трюки та 20 додаткових гонок.
Оновлення Gunrunning було випущено 13 червня і в ньому були представлені придбані підземні бункери, які гравці можуть перетворити на незаконні об'єкти для досліджень, зберігання та виробництва зброї. Воно також представило нові транспортні засоби, такі як бронетранспортери та озброєні позашляховики, а також Центр мобільних операцій (ЦМО), який забезпечує новий рівень налаштування зброї та транспортних засобів, а також спеціальні місії, які винагороджують гравців знижками на деякі транспортні засоби, представлених у цьому оновленні.
Оновлення Smuggler's Run, випущене 29 серпня, додало закуповувані ангари та новий тип бізнесу, пов'язаний з ними: контрабанда повітряних вантажів. Оновлення також представило низку нових літаків, які можна зберігати всередині ангарів гравців, а також новий Adversary Mode.
Doomsday Heist, випущене 12 грудня, додало новий погляд на пограбування. Одноіменне Doomsday Heist довше і вигідніше будь-якого з оригінальних грабежів, розділене на три «дії» і може бути виконане групою з 2-4 гравців від початку до кінця. Щоб ще більше відрізнити себе від оригінальних грабежів, він має подвійну кількість підготовчих місій, половина з яких відбувається у вільному режимі і може бути саботована іншими гравцями. Оновлення також представило підземні споруди, необхідні для грабежу, а також нові властивості й значну частину транспортних засобів та зброї військового класу.
Пізніше того ж місяця оновлення Festive Surprise повернулось із новим та старим контентом на тему різдвяних свят.

### 2018
Випущене 20 березня 2018 року, Southern San Andreas Super Sport Series, представило нові гонки, машини та ігрові режими.
Оновлення After Hours, випущене 24 липня, додало новий бізнес, пов'язаний з нічним життям, який працював за допомогою Гея Тоні Прінса, який повертається з Grand Theft Auto: The Ballad of Gay Tony. Підземна частина клубу може використовуватися для зберігання нелегальних товарів інших підприємств гравців, поки вони не будуть продані, що дозволить гравцям значно збільшити свої заробітки. Оновлення також додало нові місії, транспортні засоби, предмети одягу, одну зброю та пісні дійсних існуючих Соломуна, Tale Of Us, Dixon та The Black Madonna, яких можна найняти для роботи в нічних клубах гравців після надання їм допомоги з декількома послугами.
Оновлене видання Arena War, випущене 11 грудня, представило нові Adversary Modes, присвячені дербі, на місцевій Maze Bank Arena, включаючи броньовані машини, подібні до тих, що є у «Божевільного Макса» та «Битвах роботів». Після того, як гравці купують гараж на Арені, вони можуть заробляти «Arena Points» за участь у цих Adversary Modes, які можна використовувати для розблокування спеціальної косметики для свого персонажа та транспортних засобів, також доданих в оновлення.
Пізніше того ж місяця оновлення Festive Surprise повернулось із снігопадом, предметами святкової тематики, трьома новими транспортними засобами, двома Arena War Adversary Modes та новою зброєю, а також знижками на різні предмети та подвійним заробітком на декількох роботах.

### 2019
Оновлення Diamond Casino & Resort, випущене 23 липня 2019 року, представило однойменне казино, де гравці можуть брати участь у різноманітних азартних міні-іграх та придбати надзвичайно налаштований пентхаус, що надає їм доступ до ексклюзивних районів казино та місій, пов'язаних із казино. Оновлення також додало нові транспортні засоби, предмети одягу та інші дії, пов'язані з казино. Це оновлення також додало нові колекціонування ігрових карт, які, коли знайдені всі 54, винагороджують гравця ексклюзивним костюмом, ексклюзивною колодою карт для приватного пентхаусного дилера та фішками — новою внутрішньоігровою валютою, що використовується для більшості покупок, пов'язаних із казино. Внутрішньоігрові азартні ігри недоступні в певних регіонах, включаючи деякі штати США, через різні закони та правила.
Випущене 12 грудня Diamond Casino Heist додало новий грабіж, який відрізняється від попередніх, але нагадує грабежі зі звичайного режиму гри. На відміну від оригінальних грабежів або Doomsday Heist, усі підготовчі місії виконуються у вільному режимі і можуть виконуватися одним гравцем, лише для самого грабежу потрібні принаймні двоє людей. Щоб розблокувати грабіж, гравці повинні ще раз придбати нове майно, також додане з оновленням: аркади. Хоча в основному використовуються як прикриття для планування пограбування, а насправді не є прибутковим бізнесом, аркади є дуже настроюваними і можуть бути розширені новими аркадними іграми. Також Diamond Casino Heist представив 20 нових автомобілів, дві зброї, кілька предметів одягу та ігрову радіостанцію, ведучими якої стали репери Денні Браун та Скепта.
Пізніше того ж місяця оновлення Festive Surprise повернулось із новими та старими темами святкової тематики, новим автомобілем та знижками на різні предмети та властивості.

### 2020
Gerald's Last Play — це серія з шести спільних місій, проведених Джеральдом, які були додані 23 квітня 2020 року як продовження оновлення Diamond Casino Heist.
Los Santos Summer Special, випущене 11 серпня, додані нові місії на яхтну тематику, транспортні засоби, Adversary Modes, гоночні траси та Open Wheel Race Creator, що дозволяє гравцям створювати власні треки. Оновлення також включало кілька покращень якості життя, таких як додавання можливості володіння до восьми об'єктів нерухомості.
Уперше показано в липні як «нову боротьбу з грабежами в абсолютно новому місці», Cayo Perico Heist було офіційно представлено в листопаді, коли було виявлено, що він додасть новий острів на карту гри; Cayo Perico Heist робить це найбільшим оновлення вмісту Grand Theft Auto Online на сьогоднішній день. Пограбування, представлене в оновленні, яке складається з пограбування наркокартеля, який контролює острів, було описано як «наступну еволюцію в геймплеї Heists», оскільки воно пропонує більше підходів, ніж усі попередні грабежі, включаючи можливість сольного проходження від початку до кінця, і може розігруватися різними способами залежно від дій гравця. Також повідомлялося, що оновлення додало кілька нових транспортних засобів, включаючи військовий підводний човен, який необхідний для грабежу, зброю та ігрові радіостанції. У грудні стало відомо, що Cayo Perico Heist також додасть новий нічний клуб під назвою Music Locker під казино Diamond & Resort, де ді-джеями-резидентами стануть музиканти Moodymann, Keinemusik та Palms Trax; три нові радіостанції (дві з яких ведуть Джой Орбісон та Джуліан Касабланкас); та нові пісні на деяких вже існуючих станціях. Оновлення було випущено 15 грудня та отримало позитивний прийом; більша частина критики була через обмежені можливості розвідки нового острова.

## Критика
Багато рецензентів дорікали своїм першим досвідом гри, оскільки Grand Theft Auto Online зазнав великих технічних проблем під час запуску. Кріс Картер із Destructoid вважав, що «брудний запуск» слід було відкласти, а Кеза Макдональд з IGN поскаржилася на свої «катастрофічні» ігрові сесії. Ліам Мартін із Digital Spy втратив дані про своїх персонажів і розглянув технічні проблеми, що перешкоджають попередньому запуску. Деякі рецензенти загалом високо оцінювали відкритий та динамічний вміст гри; Джон Дентон з VideoGamer.com вважав, що «нескінченність» геймплея компенсує свої проблеми, а Мартін із Digital Spy похвалив масштаб гри.
Повторний випуск PlayStation 4 та Xbox One отримав подібні критичні реакції. Ден Степлтон з IGN повідомив про низьку кількість гравців у матчах, тривалий час очікування у лобі, відключення сервера та випадкові збої. «Через це, — писав він, — я не можу наполегливо рекомендувати…мультиплеєрський досвід». VideoGamer.com виявив, що прогрес є більш впорядкованим та збалансованим, ніж раніше. Однак вони відзначали часте відключення від сервера, особливо під час екранів завантаження. Ендрю Рейнер із Game Informer повідомив про «мінімальне відставання або проблеми в перестрілках та перегонах».
Інші аспекти гри отримали подібну критику. Система створення персонажів була названа як неінтуїтивна з непривабливими аватарами. Макдональд з IGN вважав, що «звикання до ритму» геймплею врешті-решт похитнулося, оскільки доручення стали одноманітністю. Керолін Петі з GameSpot вважала, що колишня палітра гри була затьмарена «командними матчами та змаганнями». Річ Стентон від Eurogamer виявив, що геймплей спільних дій повторюється, коли гравці завершили той самий цільовий цикл. Марк Уолтон з GameSpot вважав, що несамовитій дії не вистачає напрямку, а PvP — «нескінченний цикл безглуздого забою». Він вважав систему репутації слабким стримуючим фактором проти грубої гри і вважав, що незбалансованій ігровій економіці ще більше заважає низька виплата місій.
Із часом прийом гри покращився. Патрік Гарратт із VG247 відчув, що оновлення San Andreas Flight School стимулює участь гравців у часто нехтуваних місіях літаків, пропонуючи більш ліберальні виплати. Мартін із Digital Spy вважав, що оновлення Heists заохочує спільну роботу та «точну координацію», тоді як Райан Маккафрі з IGN виявив високу цінність відтворення у мінливій дії грабіжників. Стентон із Eurogamer насолоджувався стратегічним плануванням, необхідним для успішного пограбування, і гравці повинні були думати на ногах і пристосовуватися до змін сценаріїв. Він також зазначив випадкові проблеми з темпом гри в геймплеї та технічні проблеми, такі як відключення сервера середньої місії.
Гра отримала перемогу в категорії «Найкраща багатокористувацька гра» на 10-й премії BAFTA та від GameTrailers. Game Revolution та Hardcore Gamer номінували гру на найбільше розчарування. На нагороді Golden Joystick Awards 2019 гра була номінована на програму «Все ще грають» та отримала Найкраще ігрове доповнення за Diamond Casino & Resort.
Take-Two Interactive, материнська компанія Rockstar, заявила, що до лютого 2014 року 70 відсотків гравців з доступом до інтернету грали в Grand Theft Auto Online, і що система мікротранзакцій гри найбільше сприяла цифровим доходам компанії з моменту запуску Grand Theft Auto Online.